# Spycies
Pour plus de détails, voir Fiche technique et Distribution.
Spycies est un film d'animation franco-chinois réalisé par Guillaume Ivernel et sorti en 2019.

## Synopsis
En l'an 2300, deux agents secrets : Vladimir (un chat agent expérimenté) et Hector (une souris geek amateur de pizzas au fromage et fan de soap-opéra) enquêtent sur le vol d'un produit nucléaire pour détruire la flore locale. Ils utilisent comme couverture dans le cadre de l'opération, un hôpital où Vladimir se fait passer pour un infirmier. Aidés de leur nouveaux amis, Vladimir et Hector doivent sauver leur ville d'une menace climatique, tout en essayant de faire équipe malgré leurs nombreuses différences.

## Fiche technique
- Titre original : Spycies
- Réalisation : Guillaume Ivernel
- Scénario : Stéphane Carraz, Michel Pagès et Zhiyi Zhang
- Décors :
- Costumes :
- Photographie :
- Animation : Lang-Willar Chloe, Iván del Rio, Samuel Devynk, Alexandre Heri, Jean-Marc Ky , Vincent Le Ster et Remi Parisse
- Montage : Benjamin Massoubre
- Musique :
- Producteur : Benoît Luce, Zhiyi Zhang et Qinshu Zuo
  - Producteur délégué : Christian Rajaud
- Société de production : Lux Populi Production et Particular Crowd
- Sociétés de distribution : Eurozoom
- Pays d'origine :  France et  Chine
- Langue originale : français, mandarin
- Format : couleur
- Genre :
- Durée : 99 minutes
- Dates de sortie :
  - France : 
    - 14 juin 2019 (Annecy)
    - 26 août 2020 (en salles)

  - Chine :
    - 17 juin 2019 (Shanghai)
    - 11 janvier 2020 (en salles)

## Distribution
- Monsieur Poulpe : Hector
- Davy Mourier : Vladimir
- Karen Strassman
- Caroline Combes : Voix additionnelles

## Accueil

### Critique
Le site Allociné recense une moyenne des critiques presse de 3,3⁄5.
Pour Guillemette Odicino de Télérama, « Guillaume Ivernel [...] parvient à faire cohabiter des références multiples, de l’animation japonaise à "L’Arme fatale", en passant par le pur cartoon — une hilarante bande d’animaux, patients d’un asile psychiatrique, que Pixar ne renierait pas. En prime, une réflexion sur le réchauffement climatique, disparition des mammouths comprise. ».
Pour Christophe Caron de La Voix du Nord, « Techniquement impeccable dans sa description d’un foisonnant univers high tech, "Spycies" n’a sans doute pas la précision scénaristique des Indestructibles auquel il fait parfois penser, mais ce film d’animation franco-chinois se révèle quand même très généreux, rythmé et coloré. ».